# شیکلوش
شهر شیکلوش (به مجاری: Siklós) در بارانیا در کشور مجارستان واقع شده‌است. جمعیت این شهر ۱۰٫۰۵۳ نفر است.

## نگارخانه

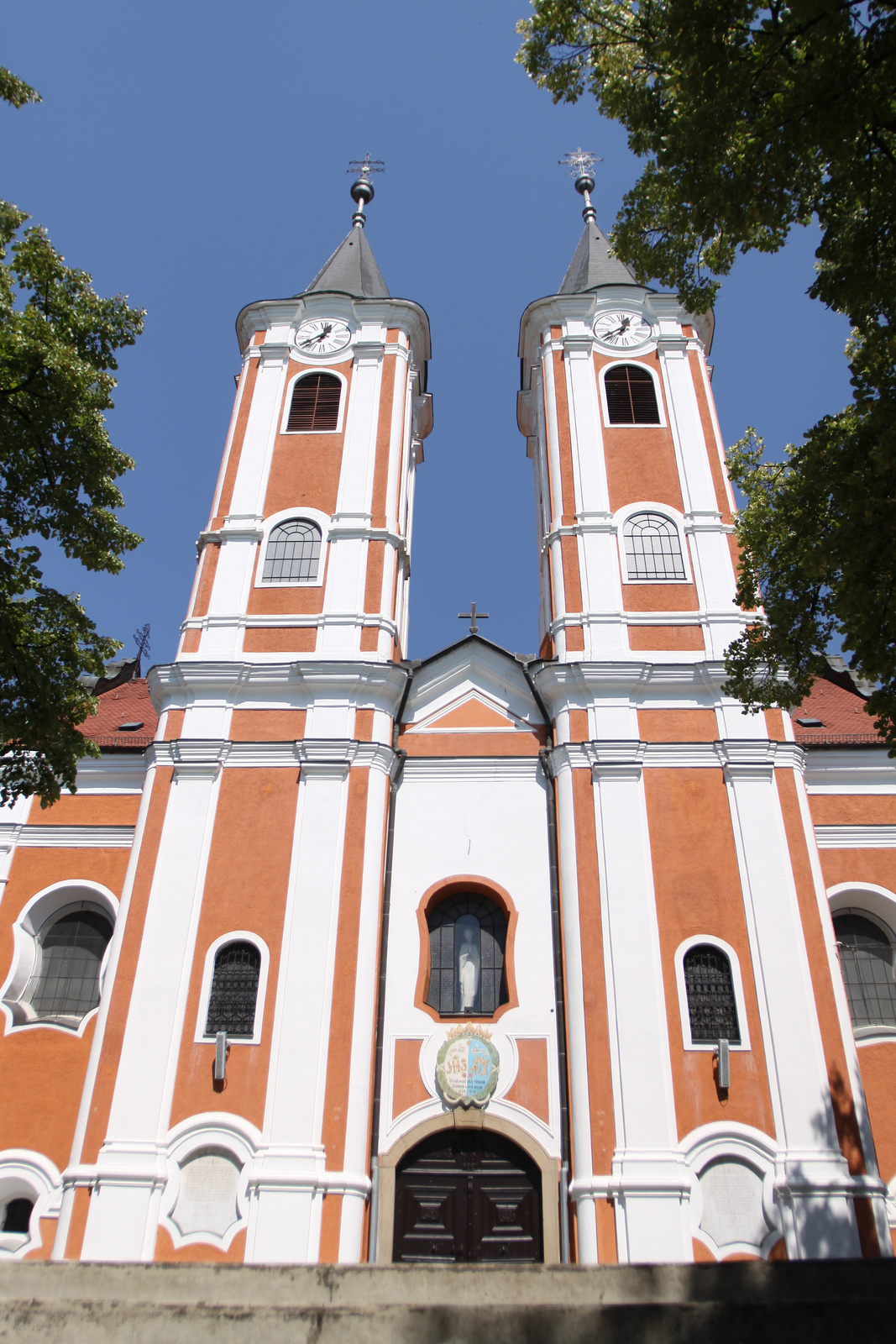
کلیسای فرانسیسکان
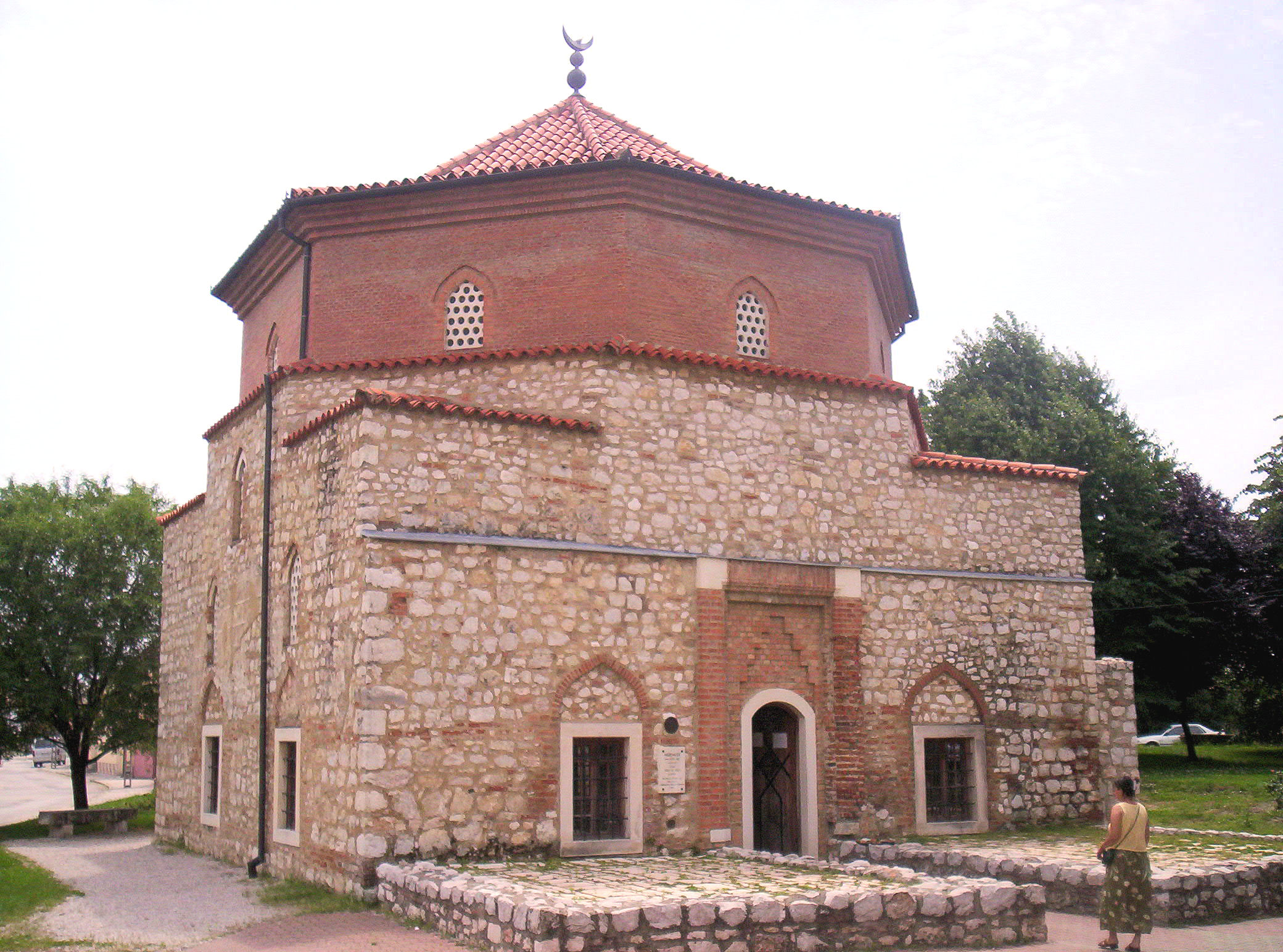
مسجد مالکوچ بیگ
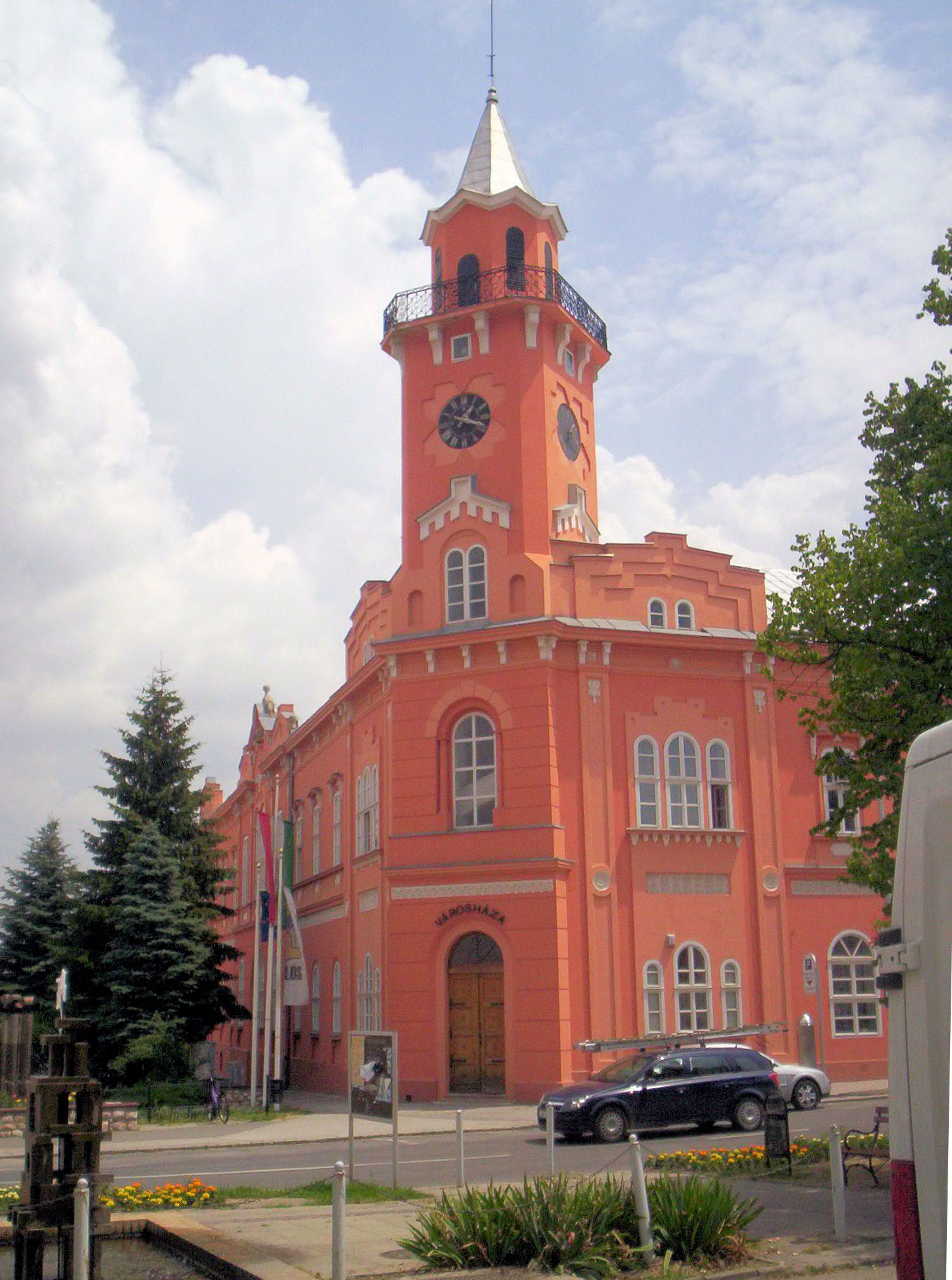
ساختمان شهرداری